# Прогресор
Прогресори — науково-фантастичний термін, вигаданий братами Стругацькими в низці романів та повістей про Світ Полудня.
За їх задумом, прогресори — представники високорозвинутих розумних рас, що займаються сприянням історичному прогресу цивілізацій, які знаходяться на нижчих рівнях суспільного розвитку.
Прогресорами називаються таємні агенти, що засилаються цивілізацією Землі на інші планети з розумним життям для спрямування та пришвидшення їхнього розвитку. Сергій Лук'яненко ввів поняття регресорів — агентів, які навпаки гальмують розвиток.

## Прогресори Світу Полудня
В Світі Полудня прогресори існують через бажання людей вберегти інші цивілізації від «помилок» історії та зробити їхній розвиток простішим. Прогресорами є співробітники наукових і силових структур, котрі засилаються у іншопланетні людські суспільства.
Використовуючи ідею прогресорства як цікавий фабульний елемент, брати Стругацькі ставилися до неї несхвально. В романі «Важко бути богом» головний герой (ще до утвердження інституту прогресорства) самовільно допомагає іншопланетній цивілізації. В результаті він провалює власний план, оскільки людині, вихованій у гуманному дусі, неможливо зжитися з кривавим феодальним світом. Роман «Населений острів» показує дві паралельні діяльності з прогресорства на планеті Саракш. Одну — заздалегідь сплановану, втім поєднану з аморальними діями. Другу — випадкового прибульця з Землі, який вважає свої дії єдино правильними, але які в підсумку спричиняють катастрофи.
В романі «Жук у мурашнику» ставиться питання про можливу прогресорську діяльність розвинутіших цивілізацій на Землі. Люди сприймають можливість втручання з боку цивілізації Мандрівників як загрозу, що виливається в існування таємної поліції, яка вбиває і ламає життя невинних людей.
Проте від роману до роману Стругацькі дедалі більше схилялися до думки про абсолютну байдужість високорозвинених цивілізацій до своїх відсталих братів по розуму («Равлик на схилі», «Пікнік на узбіччі»). В книзі «Хвилі гасять вітер» частина людства приєднується до Мандрівників і після цього більше не контактує з іншими людьми.

## Прогресори Сергія Лук'яненка
В дилогії «Зірки — холодні іграшки» Сергія Лук'яненко описується два типи агентів цивілізації Геометрів, прогресори і регресори, які наближують рівень розвитку зустрінених цивілізації до рівня Геометрів. Прогресори займаються підйомом рівня науки менш розвинених цивілізацій. Регресори ж знищують наукові досягнення, сприяючи приєднанню цивілізації до Геометрів.

## В інших авторів
Тема прогресорства, хоч не завжди так названа, існує в багатьох фантастичних творах. Вплив більш розвинених цивілізацій на відсталіші з метою пришвидшення або полегшення їх розвитку описується у творах Артура Кларка «Зіткнення на світанку» (1952), Роберта Шеклі «Планета непереможних» (1954), Роджера Желязни «Вчителі приїхали на вогняному колесі» (1962), Ісаї Давидова «Я повернуся через 1000 років» (1969) та численних інших.